# Christine Lavant
Christine Lavant, nata Thonhauser, sposata Habernig (Großedling, 4 luglio 1915 – Wolfsberg, 7 giugno 1973), è stata una poetessa e scrittrice austriaca.

## Biografia
La Lavant nacque nel borgo di Großedling (oggi parte di Wolfsberg) nella Valle della Lavant, in Carinzia, nona figlia di un povero minatore. Successivamente adottò il nome della vallata come pseudonimo.
Da bambina soffrì di scrofola al torace, collo e volto, e divenne quasi cieca. Dall'età di tre anni, contrasse regolarmente la polmonite, tanto che i medici dichiararono che non sarebbe sopravvissuta; tuttavia, fu iscritta alla scuola elementare (Volksschule) nel 1921. Nel corso di un ricovero a Klagenfurt, il primario notò gli interessi letterari della Lavant e le donò una copia delle opere di Rainer Maria Rilke, che lei si portò dietro per tutti i 60 chilometri fino a casa. Nel 1927 la sua salute ebbe nuovamente un peggioramento e lei fu in grado di terminare la sola scuola elementare sia pure con continue interruzioni nei due anni seguenti, dopo essere stata sottoposta a un rischioso trattamento a base di raggi X. Dovette abbandonare successivamente la scuola media (Hauptschule) perché la distanza da casa era eccessiva per una bambina debole.
Christine Lavant dovette rimanere a casa dei genitori occupandosi di pittura, scrittura, lettura e cucito. Una prolungata infezione alle orecchie le lasciò una grave limitazione dell'udito dall'orecchio sinistro. Nei primi anni '30 del XX secolo, manifestò i sintomi di una grave depressione, ma riuscì a concentrarsi sulla pittura e la scrittura e ad offrire ad un editore di Graz il suo primo romanzo. Il manoscritto venne definitivamente respinto nel 1932, e la Lavant lo distrusse. Nel 1935 si ricoverò spontaneamente al manicomio di Klagenfurt. Le sue condizioni finanziarie peggiorarono dopo la morte dei suoi genitori nel 1937 e 1938. Sostenuta solo dal suo lavoro di cucito e dal supporto finanziario dei fratelli, finì per sposare il pittore ed ex proprietario terriero Josef Habernig, di circa 35 anni più anziano di lei.
Dopo la Seconda Guerra Mondiale, la Lavant riprese a comporre poesie liriche, che finirono per conquistare l'attenzione della scena letteraria austriaca. Un primo volume fu pubblicato a Stoccarda che le suggerì di dedicarsi anche alla prosa, sicché pubblicò nello stesso anno il romanzo  Das Kind (La Bambina). Divenne famosa dopo una lettura pubblica tenuta nel 1950 a Sankt Veit. La Lavant si trasferì nella sua città natale di Wolfsberg, dove visse come reclusa per il resto della vita. Quando, nel 1964, il maritò morì a causa di un ictus, le sue condizioni di salute peggiorarono nuovamente e dovette essere ricoverata. Morì a Wolfsberg, all'età di 57 anni, anche lei a causa di un ictus.
Le sue poesie sono state descritte come "quasi misticamente religiose" e "arcaiche". Sia le opere di Rilke che il Cristianesimo influenzarono il suo lavoro.

## Premi
- 1954 Premio Georg Trakl
- 1964 Premio Anton Wildgans
- 1964 Premio Georg Trakl
- 1970 Premio Grand Austrian State per la letteratura.